# Elsa (Texas)
Pour les articles homonymes, voir Elsa.
Elsa est une ville des États-Unis située dans le comté de Hidalgo, au Texas. Lors du recensement de 2010, sa population était de 5 660 habitants.